# Dexter Holland
Bryan Keith "Dexter" Holland, född 29 december 1965 i Garden Grove, Kalifornien, är en amerikansk musiker och filosofie doktor inom molekylärbiologi som är mest känd som sångaren och en av grundarna av punkrockbandet The Offspring. Holland grundade 1984 bandet Manic Subsidal tillsammans med barndomsvännen Greg K. och efter att ha testat flera medlemmar under några års tid bytte bandet namn 1986 till The Offspring. Holland har varit sångare på samtliga album med The Offspring.

## Biografi och privatliv
Holland föddes den 29 december 1965 i Garden Grove, Kalifornien. Enligt honom själv tillhörde han en medelklassfamilj, där hans mor var lärare och hans far var sjukhusadministratör. Holland har tre syskon, en äldre bror och syster samt en yngre bror. Holland är 188 centimeter lång.

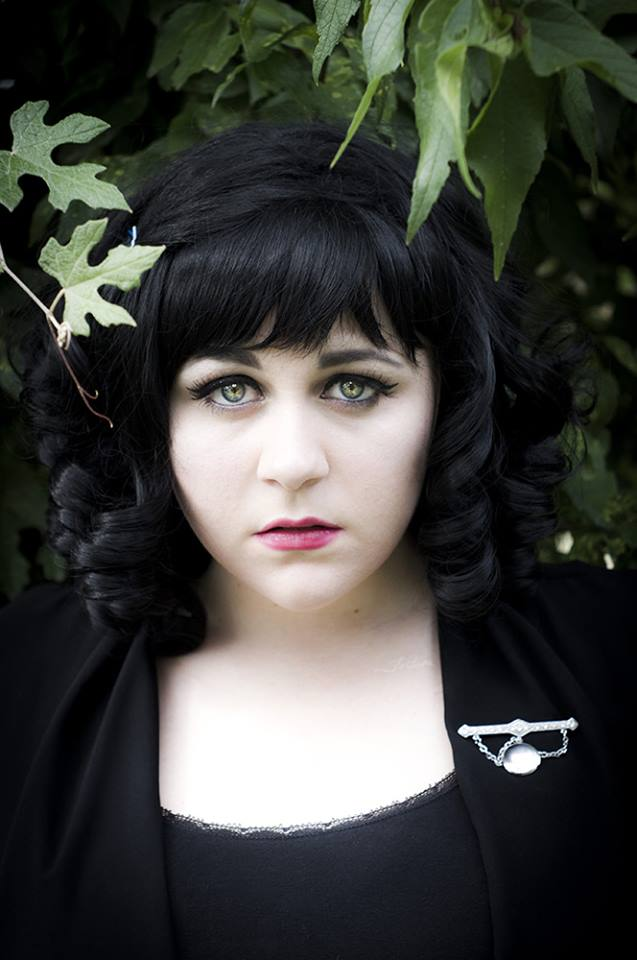
Hollands dotter, Alexa, den 29 juli 2013.

Holland gifte sig med frisören Kristine Luna den 12 augusti 1995; hon hade tidigare varit med och skrivit delar av låtarna "Session" från Ignition och "Self Esteem" från Smash. 2012 rapporterades det att de hade varit skilda "ett tag"; Holland är gift med Amber Sasse sedan åtminstone 2014. Holland har en dotter som heter Alexa Holland (född 8 mars 1988) från ett tidigare förhållande med Anna Maria Rosado och liksom sin far är hon musiker och uppträder under artistnamnet Lex Land. Holland har sagt att han inte var en närvarande far för Alexa under hennes första år och att han fick ta ströjobb för att kunna betala underhållsbidraget för sin dotter. Tillsammans med Sasse har Holland två döttrar, som i maj 2021 var 5 respektive 2 år gamla. Holland har även en dotter född cirka 2005.
Holland har tagit pilotlicens och är utbildad flyginstruktör. Han äger planet Anarchy Airlines och har ensam flugit jorden runt på 10 dagar. I en intervju från 1999 berättade Holland att han ägde fyra hundar och tre katter. På sin fritid skejtar och surfar han.
Politiskt sett röstar Holland på det Demokratiska partiet.

## Musikkarriär
Vid 14 års ålder började Holland spela piano, vilket han gjorde i ungefär ett år. Hollands musikkarriär började sedan på riktigt i ett garageband 1983 i staden Cypress i Orange County, Kalifornien när han och barndomsvännen Greg K. började jamma ihop. De tog senare in James Lilja, tidigare medlem i Clowns of Death, i bandet och de valde att döpa sig till Manic Subsidal. Beslutet att skapa ett band från första början kom till sedan Holland och Greg K. inte hade blivit insläppta på en Social Distortion-konsert i Irvine någon gång under antingen 1983 eller 1984. Kort därefter gick även Doug Thompson med i Manic Subsidal som bandets sångare och Holland gick över från att ha varit trumslagare till att bli gitarrist; Hollands gitarrkunskaper är autodidaktiska, men han kan inte läsa notskrift. Kort därefter gick Holland över till att bli bandets sångare och 1986 bytte de namn från Manic Subsidal till The Offspring. The Offspring skrev på för Nemesis Records och 1989 lanserade de sitt debutalbum The Offspring. 1991 bytte bandet skivbolag till Epitaph Records och de släppte då albumen Ignition (1992) och Smash (1994). I maj 1994 startade Holland skivbolaget Nitro Records med Greg K.; skivbolaget såldes i juli 2013 till Bicycle Music.
The Offspring skrev 1996 på för Columbia Records och på detta skivbolag har de lanserat albumen Ixnay on the Hombre (1997), Americana (1998), Conspiracy of One (2000), Splinter (2003), Rise and Fall, Rage and Grace (2008) och Days Go By (2012). Efter lanseringen av Days Go By avslutade The Offspring sitt samarbete med Columbia Records eftersom de hade uppfyllt alla legala krav som fanns med i deras kontrakt.
Holland uppskattar de flesta musikgenrer förutom countrymusik som han har sagt att han inte klarar av att lyssna på. Det första musikalbumet Holland ägde var The Jackson 5:s Dancing Machine medan den första singeln han köpte var The Flying Lizards version av "Money". Det var Kiss livealbum Alive! som fick Holland intresserad av rockmusik.

## Forskarkarriär och affärsintressen
Holland gick i kommunal skola i Garden Grove och han har sagt att han gillade skolan och att han fick bra betyg. Holland gick sedan på Pacifica High School i Garden Grove, Kalifornien fram till 1984. Under sin tid på high school var han den bästa i sin årskull på matematik, ett ämne han själv ansåg vara väldigt spännande. Det var även under high school som Holland träffade de som skulle bli de ursprungliga bandmedlemmarna i The Offspring, då de samtliga utövade terränglöpning och uppskattade punkrocksmusik. Under sin skoltid började Holland använda sig av smeknamnet "Dexter", vilket han kom på som en motsats till de "coola namn" som rockartister brukade ha. Enligt Holland är "Dexter" ett av de "ocoolaste namn" han kunde komma på. Han blev utvald till "valedictorian" (en sorts avslutningstalare) i high school, vilket vanligtvis är en ära som ges till de elever med bäst betyg. Holland började sedan läsa vid University of Southern California (USC), där han ett tag var inne på att bli läkare möjligtvis inom hjärtkirurgi. Holland valde istället att först studera biologi och senare molekylärbiologi. Han blev antagen som doktorand i molekylärbiologi vid USC på 1990-talet och hade enbart sin avhandling kvar att skriva, men han valde att avstå från platsen till förmån för att spela med The Offspring. I en intervju från 1995 sade Holland att han vid 40 års ålder hellre såg sig som en lärare vid ett universitet än som en musiker. 2013 var han doktorand på Laboratory of Viral Oncology and Proteomics Research vid Keck School of Medicine of USC och i mars detta år var han en av författarna till en uppsats som publicerades i PLOS ONE och som handlade om mikroRNA i HIV-genomet. I maj 2017 tog Holland sin filosofie doktorsexamen genom sin forskning inom detta område och publicerade i samband med detta sitt examensarbete med titeln "Discovery of Mature MicroRNA Sequences within the Protein-Coding Regions of Global HIV-1 Genomes: Predictions of Novel Mechanisms for Viral Infection and Pathogenicity".
Under tidigt 2000-tal började Holland planera att skapa ett eget chilisåsmärke. Hans chilisåsmärke döptes till Gringo Bandito och lanserades sent under 2006. Huvudkontoret för Gringo Bandito ligger i ett industriområde i Huntington Beach, bredvid The Offsprings inspelningsstudio. 2021 hade bolaget fyra anställda och fyra olika chilisåser på marknaden: Red Sauce, Green Sauce, Yellow Sauce och Super Hot Sauce.

## Filantropi och filmkarriär
1997 grundade Holland, tillsammans med Jello Biafra, F.S.U. Foundation (akronym för antingen Fuck Shit Up eller Freedom Starts Underground) som via välgörenhetskonserter samlade in pengar till välgörenhetsorganisationer såsom AIDS Project Los Angeles, Poor People's United Fund, Trees Foundation och Amnesty International. Holland deltog i Los Angeles Marathon 2006 för att bidra med pengar till Innocence Project, en ideell klinik som forskar kring DNA. Holland sprang loppet på 5:01:07 och efteråt signerade han sina skor och donerade dem till välgörenhet. Efter Fukushima-olyckan i mars 2011 uppmuntrade Holland och Noodles, via sin Youtube-kanal, folk att donera pengar till Amerikanska Röda Korset, för att organisationen skulle kunna bistå med humanitär hjälp till de drabbade. Den 11 januari 2014 uppträdde The Offspring under en välgörenhetskonsert på Club Nokia för de drabbade av tyfonen Haiyan.
1997 regisserade Holland musikvideon till The Offsprings singel "I Choose" och han har även skådespelat genom biroller i filmer såsom Idle Hands och Pauly Shore Is Dead.

## Diskografi
Med The Offspring
- Se The Offsprings diskografi (Holland uppträder på samtliga studioalbum med The Offspring)

Som bidragande musiker
- The Vandals – Hitler Bad, Vandals Good (1998) (bidragande låtskrivare på "Too Much Drama")[45]
- AFI – Black Sails in the Sunset (1999) (bakgrundssång på "Clove Smoke Catharsis", "The Prayer Position" och "God Called in Sick")[46]
- The Aquabats! – The Aquabats! vs. the Floating Eye of Death! And Other Amazing Adventures - Vol. 1 (1999) (bidragande låtskrivare på "Amino Man!")[47]
- The Vandals – Look What I Almost Stepped In... (2000) (bidragande låtskrivare och bakgrundssång på "Jackass")[48]
- Dwarves – The Dwarves Must Die (2004) (bakgrundssång på "Salt Lake City" och "Massacre")
- Puffy AmiYumi – Splurge (2006) (bidragande låtskrivare på "Tokyo I'm on My Way")
- Ron Emory – Walk That Walk (2010) (bakgrundssång på "I'm Not Alone")
- Dwarves – The Dwarves Are Born Again (2011) (bakgrundssång på "Looking Out for Number One" och "Happy Birthday Suicide")[49]
- Dwarves – The Dwarves Invented Rock & Roll (2014) (bakgrundssång)[50]
- Dwarves – Take Back The Night (2018) (sång på "Julio")[51]